# Grünhaubenelfe
Die Grünhaubenelfe (Stephanoxis lalandi), auch Spitzhaubenelfe oder Zopfelfe genannt, ist ein Vogel aus der Familie der Kolibris (Trochilidae). Die Art ist endemisch in Brasilien vor. Der Bestand wird von der IUCN als nicht gefährdet (Least Concern) eingeschätzt.

## Merkmale

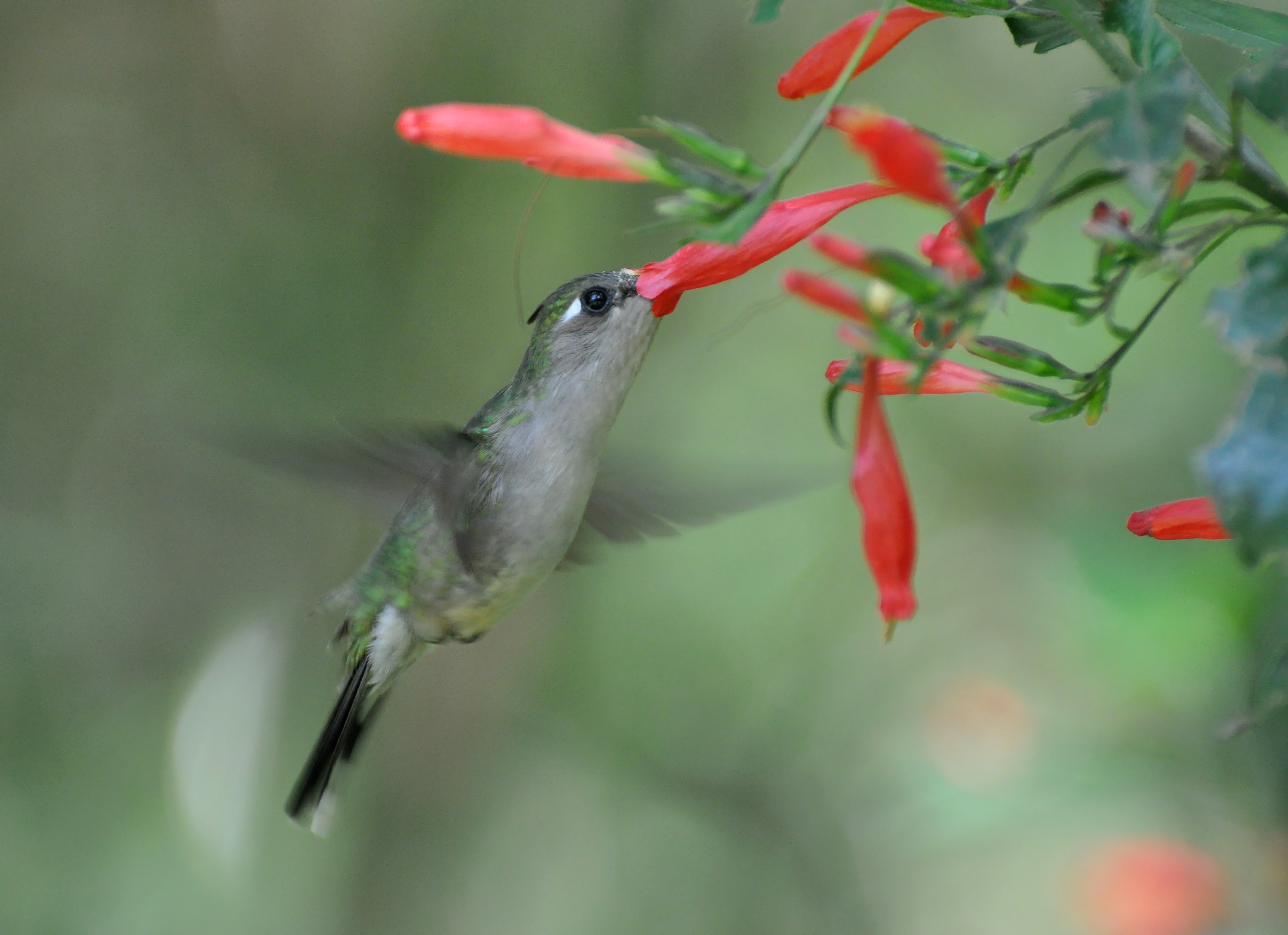
Violetthaubenelfe ♀ ähnelt der Grünhaubenelfe

Die Grünhaubenelfe erreicht bei einem Körpergewicht von lediglich ca. 3,4 g eine Körperlänge von etwa 8,7 cm, wobei die Flügel 4,8 cm, der Schwanz 32 mm und der schwarze Schnabel 14 mm lang sind. Die stark glänzende goldgrüne Haube des Männchens ist von einer verlängerten purpurschwarzen Feder durchzogen. Die Oberseite, die Flügeldecken und die mittleren Schwanzfedern sind bronzegoldgrün. Die Kopf- und die Halsseiten sowie die Flanken und Unterschwanzdecken sind grau, die Unterseite glänzt dunkelblauviolett. Hinter dem Auge befindet sich ein kleiner weißer Fleck. Die Flügel sind schwärzlich purpurn. An den seitlichen grünen Schwanzfedern befindet sich eine breite subterminale stahlblaue Binde. Die äußeren Steuerfedern haben graue Spitzen. Die Füße sind schwarz. Die Haube des Weibchens ist nur rudimentär vorhanden. Die Oberseite und die Flügel sowie der weiße Fleck hinter dem Auge sind gleich wie beim Männchen. Die Unterseite ist grau mit einem leichten ockerfarbenen Hauch. Die seitlichen Schwanzfedern werden von einer blauen subterminalen Binde durchzogen und haben weiße Spitzen. Schnabel und Füße sind ebenfalls schwarz.

## Fortpflanzung
Ein Ei wiegt ca. 0,46 g bei einer Größe von 14,3 mal 8,4 mm. Die Brutzeit ist von Oktober bis März. Die Brutdauer beträgt 14 Tage. Die Jungvögel sind ca. 28 Tage Nesthocker, bevor sie das Nest verlassen. Ihr Nest besteht aus Flugsamen von Bromelien und Baumwatte. Es ist mit kleinen Blattstücken und Moos verkleidet, die mit Spinnfäden fest angeheftet werden. Ein Nest ist ca. 35 mm hoch bei einer Tiefe von 18 mm. Der Außendurchmesser des Nestes ist ca. 40 mm und der Innendurchmesser beträgt ca. 26 mm.

## Verhalten
Zur Nahrungsaufnahme fliegen die Blüten von Bromelien und Eukalypten an. Peter Feinsinger und Robert Knight Colwell haben 1978 fünf verschiedene Rollen für das Zusammenleben von Kolibris definiert. So unterschieden sie zwischen Traplinern an Pflanzen mit hohem Belohnungsgrad, Revierverteidigern, Traplinern an Pflanzen mit geringem Belohnungsgrad, territorialen Parasiten bzw. Eindringlingen und Generalisten. Die Grünhaubenelfe gehört dabei zu den Traplinern an Pflanzen mit geringem Belohnungsgrad und zu den territorialen Parasiten, wobei die Männchen an stark blühenden Pflanzen, wie der zu den Hammersträuchern gehörenden Art Cestrum corymbosum oder der zu den Hülsenfrüchtlern gehörenden Art Collaea speciosa auch territoriales Verhalten zeigen.

## Lebensraum
Bevorzugte Habitate der Art sind Wälder, Baumlandschaften und baumreiche Gegenden mit Buschwerk. Im Norden des Verbreitungsgebiets bevorzugen sie das Hochland.

## Lautäußerungen
Ihre Stimme klingt sehr hoch wie ein unregelmäßiges abgehaktes tji-tji-tji.

## Unterarten

Verbreitungsgebiet (grün) der Grünhaubenelfe und Violetthaubenelfe

Früher wurde die Grünhaubenelfe in zwei Unterarten unterteilt. Neuere Forschungen führten dazu, dass beide aus biologischer und phylogenetischer Sicht als eigene Arten betrachtet werden müssen.
- Stephanoxis lalandi (Vieillot, 1818)[9] – Die Art kommt in den Küstengebieten der Bundesstaaten Espírito Santo, Rio de Janeiro, in Minas Gerais und São Paulo im Osten Brasiliens vor.[1]

Die Violetthaubenelfe (Stephanoxis loddigesii) (Vigors, 1831) galt lange als weitere Unterart. Sie kommt im Süden Brasiliens in der Serra de Paranapiacaba im Südwesten des Bundesstaates São Paulo bis in den Süden Paranás und Rio Grande do Suls sowie den angrenzenden Wäldern im Osten Paraguays und im Nordosten Argentiniens vor. Das Männchen hat eine kräftige blaue Haube und dunklere Unterseite als das Männchen die Grünhaubenelfe. Die Oberseite schimmert mehr goldgrün und der Schnabel ist etwas länger. Das Weibchen hat ebenfalls einen etwas längeren Schnabel als das Weibchen der früher als Nominatform geltenden Grünhaubenelfe.

## Etymologie und Forschungsgeschichte
Louis Pierre Vieillot beschrieb den Kolibri unter dem Namen Trochilus Lalandi. Das Typusexemplar zur Beschreibung stammte aus dem Muséum national d’histoire naturelle und wurde diesem von Pierre Antoine Delalande (1787–1823) aus Brasilien zugeschickt. Es war Eugène Louis Simon, der ihn 1897 in der neuen Gattung Stephanoxis einordnete. Dieser Name ist griechischen Ursprungs und leitet sich von »stephanos, στεφανος« für »Krone« und »oxys, οξυς« für »spitz, spitzig« ab. Das Artepitheton »lalandi« ist seinem Entdecker gewidmet. »Loddigesii« ehrt George Loddiges (1786–1846).